# Alessio Neri
Alessio Neri (Novi di Modena, 6 maggio 1911 – Lleida, 16 ottobre 1937) è stato un aviatore e militare italiano.
Pilota della specialità caccia, partecipò alla Guerra civile spagnola dove si distinse particolarmente, venendo decorato di Medaglia d'oro al valor militare alla memoria.

## Biografia
Nacque a Novi (Modena) il 6 maggio 1911, figlio di Anselmo e Saide Schiavi. Nel 1926 il padre vinse il concorso come direttore del Complesso bandistico V. E. Marzotto di Valdagno, e l'anno successivo la famiglia si trasferì nella cittadina berica.
Nel 1931 venne ammesso a frequentare il Corso Leone della Regia Accademia Aeronautica di Caserta. Nel 1932 perse il fratello Ariosto, appartenente al Reparto Alta Velocità di Desenzano, rimasto vittima di un incidente di volo.
Per onorare la memoria del fratello divenne istruttore pilotaggio a doppio comando e acrobazia aerea.
Nel corso del 1937 partì volontario, con lo pseudonimo di "Alessio Navone", per partecipare alla Guerra civile spagnola, come pilota da caccia nelle file della 31ª Squadriglia del VI Gruppo. dell'Aviazione Legionaria. Il 12 ottobre 1937 decollò con il suo caccia Fiat C.R.32. dal campo d'aviazione di Saragozza insieme ad altri nove piloti della 31ª Squadriglia. Sopra Fuentes de Ebro la formazione italiana intercettò sei bombardieri Tupolev SB-2 dell'aviazione repubblicana, scortati da circa 25 caccia tra biplani Polikarpov I-15. e monoplani Polikarpov I-16 Rata. Un pilota della formazione italiana, senza aver ricevuto alcun ordine, si gettò all'attacco dei bombardieri, e durante la furibonda mischia che ne seguì il suo aereo venne colpito, ed egli si lanciò con il paracadute. atterrando in territorio controllato dal nemico. Fatto prigioniero alla fine di un combattimento. a terra, la sua sorte rimase inizialmente ignota al comando italiano. Secondo alcune fonti fu trasferito a Lerida (Catalogna), processato, condannato a morte e fucilato. il 16 ottobre successivo. Il 12 giugno 1938 il Ministero della Difesa nazionale spagnola comunicò il suo decesso alla legazione della Croce Rossa Internazionale di Barcellona, e che la salma si trovava tumulata nel cimitero di Lerida. Le ricerche effettuate dopo l'aprile del 1939 non consentirono di individuare la sua tomba, che rimane tuttora ignota. Il 29 novembre dello stesso anno S.M. il Re Vittorio Emanuele III gli conferì la Medaglia d'oro al valor militare. alla memoria.
La sezione dell'Associazione Arma Aeronautica di Valdagno (VI) è intitolata congiuntamente alla MOVM Alessio Neri e a suo fratello Ariosto. Una lapide con il suo nome e il motto del suo corso d'accademia, Ad te nitor gloriamque contendo, è posta sulla facciata della Scuola di Musica V.E. Marzotto di Valdagno.

### Fonti
1. 1 2  Tra Berici e Lessini, n.1 maggio 2013, p. 30.
2. 1 2 3 4 5  Ufficio Storico dell'Aeronautica Militare 1969, p. 103.
3. 1 2 3 4 5  Tra Berici e Lessini n.1, maggio 2013, p. 31.
4. 1 2 3 4  Danieli, Giannino. Ari e Ale i fratelli volanti, Il giornale di Vicenza, Vicenza, maggio 2014.
5. 1 2 3 4 5 6  Calabrese 2014, p. 123.
6. 1 2  Logoluso 2010, p. 40.
7. 1 2 3  Logoluso 2010, p. 51.